# Chicken McNuggets
Chicken McNuggets er panerede kyllingestykker, som sælges af den internationale fastfoodkæde McDonalds. Chicken McNuggets blev internationalt introduceret i 1983 og består udelukkende af kyllingekød fra bryst.

## Produktbeskrivelse
Chicken McNuggets består af kyllingekød fra bryst, som er paneret og varmebehandlet, inden det sendes på frost til restauranterne. Chicken Mcnuggets kan i Danmark købes i pakker bestående af 4, 6, 9 og 18 stk. I New Zealand og Australien sælger Chicken McNuggets desuden i pakker af 3 stk. som valgmulighed til Happy Meal. I Danmark bruges pakken bestående af 4 stk. til Happy Meal.
Til Chicken McNuggets kan der købes følgende dipping sauce/tilbehør: Sweet Chili dip, Sour Cream chive dip, Smokey BBQ dip, Ketchup, Pommes Frites dip, Hot Chili dip, Cheddar cheese dip, Garlic dip(hvidløgs sauce), Barbegue dip. Sennep dip, Sur/sød dip, Karry dip.
I januar 2022 lancerede McDonalds en kampagne, hvor de lavede nye McNuggets, nemlig Spicy Nuggets, som er de samme nuggets bare med spice (kryderier) i paneringen.
Det tager ca. 3 minutter og 15 sekunder at tilberede en portion Chicken McNuggets i en McDonald's restaurant.

## Ingredienser
| Portion                      | 6 stk.    |
| Energi                       | 1120 (kJ) |
| Protein                      | 17 g      |
| Kulhydrater                  | 19 g      |
| Kulhydrater i form af sukker | 0,4 g     |
| Fedt                         | 14 g      |
| mættet fedt                  | 1,7 g     |
| Fibre                        | 1,4 g     |
| Salt                         | 1,3 g     |

Chicken McNuggets indeholder følgende ingredienser og næringsstoffer:[kilde mangler]
- Kyllingekød fra bryst
- Salt
- Panering
  - Hvedemel
  - Majsmel
  - Vegetabilsk olie
  - Modificeret majsstivelse
  - Modificeret tapiokastivelse
  - Salt
  - E450 (dinatriumdihydrogendifosfat, trinatriumdifosfat[kilde mangler]. tetranatriumdifosfat eller tetrakaliumdifosfat)
  - E341 (trikalciumdifosfat)
  - E500 (natriumbicarbonat) bagepulver
  - Sukker
  - Sort peber
  - Selleri
  - Vand
  - Kartoffelstivelse